# Facundo Ferreyra
Facundo Ferreyra (Provincia de Buenos Aires, 14 de marzo de 1991) es un futbolista profesional argentino que juega como delantero.

## Trayectoria

### Banfield
Debutó con la camiseta del Club Atlético Banfield en la fecha 16 del Apertura 2008 en un partido contra Huracán, el partido terminaría en empate 0-0. Su primer gol en Banfield se lo convirtió a Argentinos Juniors dos fechas después en ese mismo campeonato.
En el Clausura 2011, "Chucky" se ganó la titularidad a fuerza de goles y fue uno de los estandartes de Banfield. En el Clausura 2012, tras una mala temporada de Banfield en lo futbolístico, el club desciende de manera directa a la segunda división.

### Vélez Sarsfield
Tras el descenso con Banfield, surgió el interés de clubes como River Plate de Argentina, Juventus de Italia, Anderlecht de Bélgica, Sevilla y Real Murcia de España para ser fichado. Finalmente, y por decisión del jugador, es fichado para jugar en el Club Atlético Vélez Sarsfield de cara al Torneo Inicial 2012. Se firmó un contrato por tres años, por una cifra cercana a 2 millones de dólares, mediante el cual El Fortín se hizo del 50% del pase del jugador.
Debutó con la camiseta de Vélez Sarsfield, en la fecha 4 del Torneo Inicial 2012 ante San Martín de San Juan, ingresando en el segundo tiempo, el partido terminaría 3-0 a favor de Vélez. Sus primeros goles con la camiseta de Vélez los convertiría en la fecha 8 ante San Lorenzo, en ese partido hizo dos goles. El 3 de noviembre tuvo una impresionante actuación convirtió su primera tripleta como jugador profesional en la fecha 13 ante Arsenal de Sarandí en lo que sería goleada de Vélez 5-1. El 2 de diciembre de 2012, tras marcar 2 goles en la fecha 18 frente a Unión de Santa Fe, se proclamó en Vélez campeón del Torneo Inicial 2012 una fecha antes de la finalización del torneo, por haberle sacado 5 puntos de diferencia al Club Atlético Lanús, su inmediato perseguidor, que perdió su correspondiente partido.
En la última fecha, Ferreyra se consagró goleador del campeonato, junto a Ignacio Scocco, con trece goles.
El 9 de febrero de 2013 Facundo "Chucky" Ferreyra sufrió un esguince de tobillo derecho en la victoria ante Argentinos Juniors en la primera fecha del Torneo Final. El 15 de mayo de 2013 Ferreyra vuelve a tras 4 meses sin actividad en el partido contra Newell's por Copa Libertadores entró en reemplazo del colombiano Jonathan Copete en el cual marcó un gol en la derrota 2 a 1 que lo dejó afuera del torneo internacional. El 18 de septiembre tras la eliminación de la Copa Libertadores Facundo Ferreyra tras su lesión vuelve a la titularidad en Vélez Sarsfield para enfrentar a Godoy Cruz en la derrota 3-1 pero de vuelta convirtió un gol el segundo consecutivo en la fecha n°14. El 24 de mayo Vélez Sarsfield juega la fecha n°15 del Torneo Final contra Quilmes en la victoria 2-0 Facundo aportaría los dos goles.
Facundo Ferreyra jugó el encuentro se disputó el 29 de junio de 2013 en el Estadio Malvinas Argentinas, de la Ciudad de Mendoza, la " Superfinal " entre los campeones del Torneo Inicial (Vélez Sarsfield) y el Torneo Final (Newell's). La victoria 1-0 lo consagra supercampeón.

### Shaktar Donetsk
El 9 de julio de 2013 fue presentado como flamante refuerzo del Shakhtar Donetsk de Ucrania. Por la operación, el club ucraniano desembolsó nueve millones de dólares, que Vélez Sarsfield y Banfield se repartirán en partes iguales, por ser los dueños del pase. Firmó un contrato por cinco años.
El 14 de julio de 2013 debuta con la camiseta del Shakhtar Donetsk en la 1° fecha a los entró a los 69 min. contra el FC Hoverla. El 21 de septiembre de 2013 Ferreyra juega su primer partido como titular y su primer gol con la camiseta del Shakhtar Donetsk contra el Vorskla en la goleada 3 a 0 en la facha n°10 de la liga de Ucrania. El 5 de octubre Ferreyra tiene una descomunal actuación con un triplete en la goleada 7 a 0 contra el Arsenal Kiev, el argentino hoy es el segundo goleador del Shakhtar Donetsk.
En julio de 2014, como consecuencia de la guerra en el este de Ucrania y del derribo del vuelo 17 de Malaysia Airlines, Ferreyra y otros cinco jugadores brasileños del FK Shajtar Donetsk (Alex Teixeira, Fred, Douglas Costa, Dentinho e Ismaily), decidieron abandonar el Shakhtar tras un partido en Francia, en el que se impuso el Olympique de Lyon por 4-1 y expresaron su deseo de no regresar, quedándose en el país galo. El club emitió un comunicado donde les exigió regresar y que, en caso contrario, «deberán sufrir las consecuencias económicas».

### Newcastle United
En agosto de 2014 Facundo Ferreyra proveniente del Shakhtar Donetsk, arregló su llegada a préstamo por un año, con una opción de compra, con el equipo Newcastle United. Debido a una prolongada lesión no llegó a disputar ningún encuentro en la temporada. Regrasaría en 2015 al Shakhtar Donetsk tras finalizar su cesión en el cuadro.

### Sarmiento de Junín
El 15 de agosto de 2023, se convirtió en refuerzo de Sarmiento (J), de la Primera División Argentina, a préstamo por 18 meses.

## Carrera internacional

### Participaciones con la selección Sub-20
| Torneo                            | Sede      | Resultado        | Partidos | Goles |
| --------------------------------- | --------- | ---------------- | -------- | ----- |
| Copa Aerosur Internacional Sub-20 | Bolivia   | Campeón          | 4        | 2     |
| Copa Córdoba Internacional Sub-20 | Argentina | Campeón          | 4        | 3     |
| Sudamericano Sub-20 de 2011       | Perú      | Tercer puesto    | 7        | 4     |
| Copa Mundial Sub-20 de 2011       | Colombia  | Cuartos de final | 5        | 1     |

## Estadísticas

### Clubes
Actualizado de acuerdo al último partido jugado el 18 de noviembre de 2024.
| Club                            | Div.          | Temporada     | Liga  | Liga  | Liga   | Copas | Copas | Copas  | Internacional | Internacional | Internacional | Total | Total | Total  | Media goleadora |
| Club                            | Div.          | Temporada     | Part. | Goles | Asist. | Part. | Goles | Asist. | Part.         | Goles         | Asist.        | Part. | Goles | Asist. | Media goleadora |
| ------------------------------- | ------------- | ------------- | ----- | ----- | ------ | ----- | ----- | ------ | ------------- | ------------- | ------------- | ----- | ----- | ------ | --------------- |
| C. A. Banfield Argentina        | 1.ª           | 2008-09       | 6     | 1     | 0      | —     | —     | —      | —             | —             | —             | 6     | 1     | 0      | 0.17            |
| C. A. Banfield Argentina        | 1.ª           | 2009-10       | —     | —     | —      | —     | —     | —      | —             | —             | —             | 0     | 0     | 0      | 0.00            |
| C. A. Banfield Argentina        | 1.ª           | 2010-11       | 19    | 6     | 4      | —     | —     | —      | —             | —             | —             | 19    | 6     | 4      | 0.32            |
| C. A. Banfield Argentina        | 1.ª           | 2011-12       | 33    | 8     | 1      | —     | —     | —      | —             | —             | —             | 33    | 8     | 1      | 0.24            |
| C. A. Banfield Argentina        | Total club    | Total club    | 58    | 15    | 5      | 0     | 0     | 0      | 0             | 0             | 0             | 58    | 15    | 5      | 0.26            |
| C. A. Vélez Sarsfield Argentina | 1.ª           | 2012-13       | 22    | 16    | 0      | —     | —     | —      | 3             | 1             | 0             | 25    | 17    | 0      | 0.68            |
| C. A. Vélez Sarsfield Argentina | Total club    | Total club    | 22    | 16    | 0      | 0     | 0     | 0      | 3             | 1             | 0             | 25    | 17    | 0      | 0.68            |
| F. K. Shajtar Donetsk · Ucrania | 1.ª           | 2013-14       | 13    | 6     | 2      | 2     | 0     | 0      | 7             | 0             | 0             | 22    | 6     | 2      | 0.27            |
| F. K. Shajtar Donetsk · Ucrania | 1.ª           | 2015-16       | 11    | 3     | 2      | 5     | 2     | 0      | 7             | 2             | 1             | 23    | 7     | 3      | 0.30            |
| F. K. Shajtar Donetsk · Ucrania | 1.ª           | 2016-17       | 20    | 13    | 0      | 1     | 0     | 0      | 7             | 3             | 2             | 28    | 16    | 2      | 0.61            |
| F. K. Shajtar Donetsk · Ucrania | 1.ª           | 2017-18       | 30    | 21    | 3      | 4     | 6     | 0      | 8             | 3             | 2             | 42    | 30    | 5      | 0.71            |
| F. K. Shajtar Donetsk · Ucrania | Total club    | Total club    | 74    | 43    | 7      | 12    | 8     | 0      | 29            | 8             | 5             | 115   | 59    | 12     | 0.52            |
| S. L. Benfica Portugal          | 1.ª           | 2018-19       | 5     | 1     | 0      | 1     | 0     | 0      | 3             | 0             | 0             | 9     | 1     | 0      | 0.11            |
| S. L. Benfica Portugal          | 1.ª           | 2020-21       | 1     | 0     | 0      | 2     | 0     | 0      | —             | —             | —             | 3     | 0     | 0      | 0.00            |
| S. L. Benfica Portugal          | Total club    | Total club    | 6     | 10    | 0      | 3     | 0     | 0      | 3             | 0             | 0             | 12    | 1     | 0      | 0.08            |
| R. C. D. Espanyol · España      | 1.ª           | 2018-19       | 9     | 1     | 0      | —     | —     | —      | —             | —             | —             | 9     | 1     | 0      | 0.11            |
| R. C. D. Espanyol · España      | 1.ª           | 2019-20       | 16    | 1     | 0      | 2     | 0     | 0      | 9             | 7             | 1             | 27    | 8     | 1      | 0.30            |
| R. C. D. Espanyol · España      | Total club    | Total club    | 25    | 2     | 0      | 2     | 0     | 0      | 9             | 7             | 1             | 36    | 9     | 1      | 0.25            |
| R. C. Celta de Vigo · España    | 1.ª           | 2020-21       | 13    | 1     | 0      | —     | —     | —      | —             | —             | —             | 13    | 1     | 0      | 0.08            |
| R. C. Celta de Vigo · España    | Total club    | Total club    | 13    | 1     | 0      | 0     | 0     | 0      | 0             | 0             | 0             | 13    | 1     | 0      | 0.08            |
| Club Tijuana · México           | 1.ª           | C-2022        | 14    | 1     | 0      | —     | —     | —      | —             | —             | —             | 14    | 1     | 0      | 0.09            |
| Club Tijuana · México           | Total club    | Total club    | 14    | 1     | 0      | 0     | 0     | 0      | 0             | 0             | 0             | 14    | 1     | 0      | 0.09            |
| C. A. Independiente Argentina   | 1.ª           | 2022          | 10    | 1     | 1      | 1     | 0     | 0      | —             | —             | —             | 11    | 1     | 1      | 0.09            |
| C. A. Independiente Argentina   | Total club    | Total club    | 10    | 1     | 1      | 1     | 0     | 0      | 0             | 0             | 0             | 11    | 1     | 1      | 0.09            |
| Argentinos Juniors Argentina    | 1.ª           | 2023          | 7     | 0     | 2      | 0     | 0     | 0      | —             | —             | —             | 7     | 0     | 2      | 0.00            |
| Argentinos Juniors Argentina    | Total club    | Total club    | 7     | 0     | 2      | 0     | 0     | 0      | 0             | 0             | 0             | 7     | 0     | 2      | 0.00            |
| Sarmiento de Junín Argentina    | 1.ª           | 2023          | —     | —     | —      | 2     | 0     | 0      | —             | —             | —             | 2     | 0     | 0      | 0.00            |
| Sarmiento de Junín Argentina    | 1.ª           | 2024          | —     | —     | —      | 9     | 0     | 1      | —             | —             | —             | 9     | 0     | 1      | 0.00            |
| Sarmiento de Junín Argentina    | Total club    | Total club    | 0     | 0     | 0      | 11    | 0     | 1      | 0             | 0             | 0             | 11    | 0     | 1      | 0.00            |
| C. A. Tigre Argentina           | 1.ª           | 2024          | 9     | 1     | 0      | —     | —     | —      | —             | —             | —             | 9     | 1     | 0      | 0.11            |
| C. A. Tigre Argentina           | Total club    | Total club    | 9     | 1     | 0      | 0     | 0     | 0      | 0             | 0             | 0             | 9     | 1     | 0      | 0.11            |
| Total carrera                   | Total carrera | Total carrera | 238   | 90    | 15     | 29    | 8     | 1      | 44            | 16            | 6             | 311   | 114   | 22     | 0.37            |
| 1. 2. 3.                        |               |               |       |       |        |       |       |        |               |               |               |       |       |        |                 |

### Selecciones
Actualizado al último partido disputado el 14 de agosto de 2011.
| Selección        | Temporada     | Continentales | Continentales | Continentales | Mundiales | Mundiales | Mundiales | Amistosos | Amistosos | Amistosos | Total | Total | Total  | Media goleadora |
| Selección        | Temporada     | Part.         | Goles         | Asist.        | Part.     | Goles     | Asist.    | Part.     | Goles     | Asist.    | Part. | Goles | Asist. | Media goleadora |
| ---------------- | ------------- | ------------- | ------------- | ------------- | --------- | --------- | --------- | --------- | --------- | --------- | ----- | ----- | ------ | --------------- |
| Sub-20 Argentina | 2011          | 7             | 4             | ?             | 5         | 1         | 0         | —         | —         | —         | 12    | 5     | 0      | 0.42            |
| Total carrera    | Total carrera | 7             | 4             | 0             | 5         | 1         | 0         | 0         | 0         | 0         | 12    | 5     | 0      | 0.42            |
| 1. 2.            |               |               |               |               |           |           |           |           |           |           |       |       |        |                 |

## Palmarés

### Campeonatos nacionales
| Título                  | Club                  | País      | Año      |
| ----------------------- | --------------------- | --------- | -------- |
| Primera División        | C. A. Banfield        | Argentina | A - 2009 |
| Primera División        | C. A. Vélez Sarsfield | Argentina | I - 2012 |
| Primera División        | C. A. Vélez Sarsfield | Argentina | 2012/13  |
| Supercopa de Ucrania    | F. K. Shajtar Donetsk | Ucrania   | 2013     |
| Liga Premier            | F. K. Shajtar Donetsk | Ucrania   | 2014     |
| Supercopa de Ucrania    | F. K. Shajtar Donetsk | Ucrania   | 2014     |
| Copa de Ucrania         | F. K. Shajtar Donetsk | Ucrania   | 2016     |
| Liga Premier de Ucrania | F. K. Shajtar Donetsk | Ucrania   | 2017     |
| Copa de Ucrania         | F. K. Shajtar Donetsk | Ucrania   | 2017     |
| Supercopa de Ucrania    | F. K. Shajtar Donetsk | Ucrania   | 2017     |
| Copa de Ucrania         | F. K. Shajtar Donetsk | Ucrania   | 2018     |
| Liga Premier de Ucrania | F. K. Shajtar Donetsk | Ucrania   | 2018     |

### Distinciones individuales
| Distinción                                        | Año    |
| ------------------------------------------------- | ------ |
| Máximo goleador de la Primera División (13 goles) | I-2012 |